# Miodożer maskowy
Miodożer maskowy (Manorina melanocephala) – gatunek średniej wielkości ptaka z rodziny miodojadów (Meliphagidae). Występuje we wschodniej Australii i na Tasmanii. Nie jest zagrożony wyginięciem.

## Taksonomia
Po raz pierwszy gatunek opisał John Latham w 1801 roku. Przydzielił mu nazwę gatunkową Gracula melanocephala. Miejsce zebrania holotypu zapisano jako Nova Hollandia, co oznacza okolice Port Jackson (Nowa Południowa Walia). Obecnie (2021) IOC umieszcza ptaka w rodzaju Manorina. Miodożer maskowy tworzy nadgatunek z miodożerem czarnouchym (M. melanotis) oraz białorzytnym (M. flavigula), z którym sporadycznie krzyżuje się. Autorzy HBW wyróżnili dwa podgatunki, zaznaczając, że zmiany między ptakami mają charakter klinowy. IOC wyróżnia obecnie trzy podgatunki.
Czaszkę ptaka znaleziono w Green Waterhole Cave. Jej otwarcie datowane jest na okres najwyżej około 125 tys. lat p.n.e., a zakończenie kumulowania się w niej materiału przed okresem 15 tys. lat p.n.e. Czaszkę odnaleziono na powierzchni wody i prawdopodobnie jest młodsza niż inne znalezione w jaskini szczątki. Epitet gatunkowy melanocephala pochodzi od greckich słów μελας melas, μελανος melanos – czarny oraz κεφαλη kephalē – głowa.

## Podgatunki i zasięg występowania
IOC wyróżnia następujące podgatunki:
- M. m. titaniota Schodde & Mason, 1999 – północno-wschodnia Australia
- M. m. melanocephala (Latham, 1801) – Australia wschodnio-środkowa do południowo-wschodniej
- M. m. leachi (Mathews, 1912) – północna i wschodnia Tasmania[5]

Wyróżniany wcześniej podgatunek M. m. lepidota Schodde & Mason, 1999 IOC zsynonimizował z podgatunkiem nominatywnym. HBW uznaje tylko podgatunki nominatywny i leachi.
BirdLife International szacuje całkowity zasięg na 2,07 mln km². Z 1957 i 1967 pochodzą informacje o udanej introdukcji tego gatunku na wyspy Three Sisters (Malaupaina, Malaulalo, Ali'ite; Wyspy Salomona). Według BirdLife ptak występuje także na Cape Barren, Clarke Island, Robbins Island, Hogan Island oraz pomniejszych wysepkach u wybrzeża Australii lub w Cieśninie Bassa.

## Morfologia
Całkowita długość ciała wynosi 24–29 cm. Masa ciała dla przedstawicieli podgatunku leachi 64,1–94 g, u pozostałych samiec 40–91 g, samica 46,7–74 g. Podobnie jak u innych przedstawicieli Manorina, czaszka krótka i szeroka; u okazu z Green Waterhole Cave szerokość wyniosła 27 mm, szerokość 20,8 mm. Pozostałe wymiary szczegółowe (n=7, w mm), uśrednione, dla ptaków z centralnego wybrzeża Nowej Południowej Walii:
| Skrzydło | Dziób  | Skok     | Tylny palec | Ogon    |
| -------- | ------ | -------- | ----------- | ------- |
| 143±4,8  | 25±0,4 | 29,5±0,9 | 21,4±0,5    | 125±2,1 |

Nie występuje znaczny dymorfizm płciowy. U dorosłego samca ogółem upierzenie jasnoszare, z ciemniejszymi skrzydłami i sterówkami. Krawędzie skrzydeł z domieszką zieleni. Górna część grzbietu wygląda jak pokryta jasnoszaro-ciemnoszarymi łuskami. Spód ciała jasny, białoszary na brzuchu, w okolicach kloaki i na pokrywach podogonowych. Na białoszarej piersi i brodzie można dostrzec ciemnoszare plamki. Na głowie widoczny czarny wierzch oraz policzki. Czoło, przód głowy i kark brązowoszare, upstrzone ciemnoszarymi kropkami. Dziób stożkowaty, żółty. Za okiem plama nagiej skóry. Tęczówka brązowa. Nogi i stopy żółte. John Gould określa osobniki z Tasmanii jako mocniej zbudowane i większe niż ptaki kontynentalne.

## Ekologia
Środowiskiem życia miodożera maskowego jest w większości las zawsze zielony twardolistny i zadrzewienia tego typu. Występuje także w rzadko zadrzewionych lasach eukaliptusów przyległych do trawiastych równin i wzgórz, które preferuje w porównaniu do gęstych zarośli. Żyje również w parkach miejskich i ogrodach. To agresywny i stadny gatunek, żyje w grupach liczących 4–12 osobników. Ptaki są terytorialne, mogą przegonić intruza, np. przedstawiciela krukowatych. O ogólnym wrażeniu, jakie wywarł ten gatunek na Johnie Gouldzie, w Handbook to the birds of Australia napisał on tak:

[...] jest stale zajęty; wścibski, śmiały i głośny, często widywany przy groteskowych akcjach, jak rozczapierzanie piór ogona i skrzydeł, zwisanie z gałęzi we wszelkich możliwych pozycjach czy utrzymywanie nieustającej paplaniny; jeśli [masz z nimi kontakt] tylko na moment lub przez krótki czas, to ich śmieszne zachowanie wydaje się bardziej interesujące niż kiedykolwiek indziej; ale kiedy podążają za tobą przez cały las, przeskakując i lecąc z gałęzi na gałąź, stają się nieznośne i denerwujące

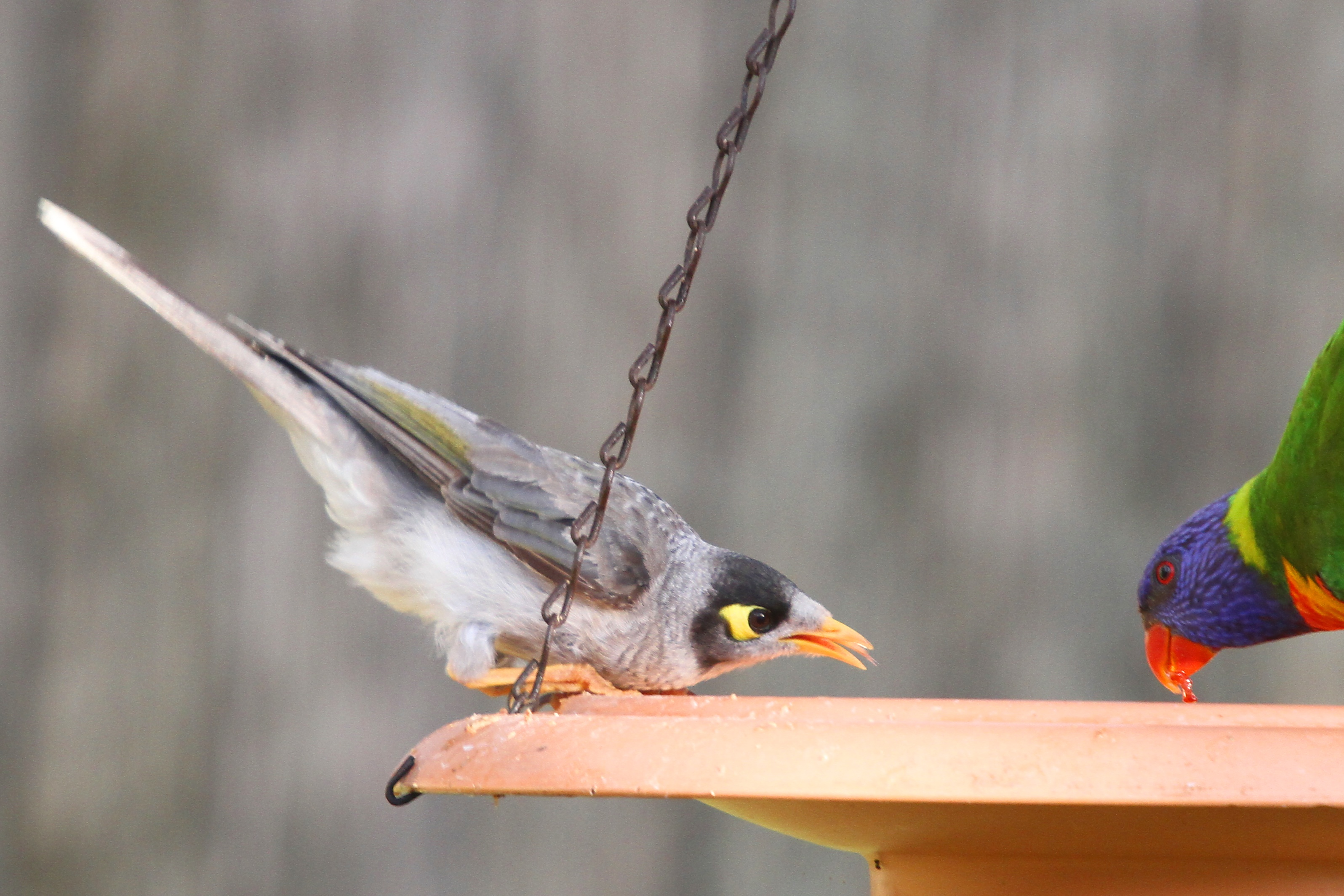
Miodożer maskowy i lorysa górska (Trichoglossus haematodus)

M. melanocephala odzywa się głośnym pwee-pwee-pwee oraz szczebiotliwym pee-pee-pee, jeśli jest zaniepokojony lub w stanie zagrożenia. W razie zaalarmowania przez jednego ptaka cała ich grupa zaczyna wydawać te dźwięki. Stąd wzięła się angielska nazwa ptaka, Noisy Miner (dosł. hałaśliwy górnik). Repertuar głosów miodożera maskowego obejmuje również różne szczebioczące, trzaskające, kwiczące czy też piskliwe głowy. W skład pokarmu wchodzą głównie bezkręgowce i nektar; zjada również nasiona, owoce, okazjonalnie małe kręgowce (płazy bezogonowe, gady).

### Lęgi
Lęgi stwierdzano w ciągu całego roku, najintensywniej przebiegają w okresie zimowo-wiosennym. W południowo-wschodnim Queenslandzie przeważnie miodożery maskowe gniazdują od czerwca do listopada. Występuje gniazdowanie kooperatywne. W jednej grupie na samicę przypadają blisko trzy samce, prócz tego obejmuje ona młode z poprzedniego lęgu.
Gniazdo znajduje się w rozwidleniu gałęzi. Jest luźną konstrukcją o kształcie kubeczka złożoną z suchych gałązek, traw oraz kory spojonych pajęczą siecią; wyściółkę stanowią delikatne trawy, włosie i miękka materia roślinna. Zniesienie liczy 2–4 jaja o wymiarach blisko 27 na 18 mm. Samica wysiaduje je sama przez około 15 dni. Młode są w pełni opierzone około 16 dni po wykluciu.

## Status
Przez IUCN gatunek klasyfikowany jest jako najmniejszej troski (LC, Least Concern) nieprzerwanie od 1988. BirdLife International szacuje trend populacji na wzrostowy, choć jej całkowita liczebność nie jest znana. W południowo-wschodnim Queenslandzie odnotowano zagęszczenie 7,8–10,4 ptaków na hektar.